# Airel
Airel és un municipi francès situat al departament de la Manche i a la regió de Normandia. L'any 2007 tenia 515 habitants.

## Demografia

### Població
El 2007 la població de fet d'Airel era de 515 persones. Hi havia 208 famílies de les quals 52 eren unipersonals (24 homes vivint sols i 28 dones vivint soles), 60 parelles sense fills, 64 parelles amb fills i 32 famílies monoparentals amb fills.
La població ha evolucionat segons el següent gràfic:
Habitants censats

### Habitatges
El 2007 hi havia 257 habitatges, 209 eren l'habitatge principal de la família, 23 eren segones residències i 25 estaven desocupats. Tots els 255 habitatges eren cases. Dels 209 habitatges principals, 155 estaven ocupats pels seus propietaris, 51 estaven llogats i ocupats pels llogaters i 3 estaven cedits a títol gratuït; 5 tenien dues cambres, 46 en tenien tres, 57 en tenien quatre i 101 en tenien cinc o més. 176 habitatges disposaven pel capbaix d'una plaça de pàrquing. A 107 habitatges hi havia un automòbil i a 75 n'hi havia dos o més.

### Piràmide de població
La piràmide de població per edats i sexe el 2009 era:
| Homes | Edats   | Dones |
| ----- | ------- | ----- |
| 0     | 95 o +  | 0     |
| 0     | 90 a 94 | 0     |
| 0     | 85 a 89 | 0     |
| 12    | 80 a 84 | 8     |
| 8     | 75 a 79 | 16    |
| 12    | 70 a 74 | 16    |
| 20    | 65 a 69 | 20    |
| 16    | 60 a 64 | 12    |
| 12    | 55 a 59 | 8     |
| 16    | 50 a 54 | 16    |
| 12    | 45 a 49 | 16    |
| 24    | 40 a 44 | 16    |
| 8     | 35 a 39 | 16    |
| 16    | 30 a 34 | 16    |
| 4     | 25 a 29 | 8     |
| 24    | 20 a 24 | 20    |
| 20    | 15 a 19 | 12    |
| 24    | 10 a 14 | 20    |
| 12    | 5 a 9   | 4     |
| 8     | 0 a 4   | 0     |

## Economia
El 2007 la població en edat de treballar era de 313 persones, 217 eren actives i 96 eren inactives. De les 217 persones actives 202 estaven ocupades (115 homes i 87 dones) i 15 estaven aturades (5 homes i 10 dones). De les 96 persones inactives 32 estaven jubilades, 24 estaven estudiant i 40 estaven classificades com a «altres inactius».

### Ingressos
El 2009 a Airel hi havia 213 unitats fiscals que integraven 509 persones, la mediana anual d'ingressos fiscals per persona era de 15.298 €.

### Activitats econòmiques
Dels 14 establiments que hi havia el 2007, 1 era d'una empresa alimentària, 7 d'empreses de construcció, 3 d'empreses de comerç i reparació d'automòbils, 1 d'una empresa d'hostatgeria i restauració, 1 d'una empresa de serveis i 1 d'una empresa classificada com a «altres activitats de serveis».
Dels 10 establiments de servei als particulars que hi havia el 2009, 1 era un taller de reparació d'automòbils i de material agrícola, 1 guixaire pintor, 3 fusteries, 2 lampisteries, 1 electricista, 1 perruqueria i 1 restaurant.
L'únic establiment comercial que hi havia el 2009 era una fleca.
L'any 2000 a Airel hi havia 24 explotacions agrícoles que ocupaven un total de 1.092 hectàrees.

## Equipaments sanitaris i escolars
El 2009 hi havia una escola elemental integrada dins d'un grup escolar amb les comunes properes formant una escola dispersa.

## Poblacions més properes
El següent diagrama mostra les poblacions més properes.